# Montederramo

## Biến động dân số
| Biến động dân số của Montederramo - giai đoạn 1900 và 2004 -                                                                         |       |       |       |       |
| 1900 | 1930  | 1950  | 1981  | 2004  |
| 4.076 | 3.795 | 3.443 | 2.047 | 1.130 |
| Fuentes: INE e IGE (Los criterios de registro censal variaron entre 1900 y 2004, y los datos del INE y del IGE pueden no coincidir.) |       |       |       |       |

42°16′B 7°30′T / 42,267°B 7,5°T